# Räddningsstation Bolmen
Räddningsstation Bolmen är en av Sjöräddningssällskapets räddningsstationer, som ligger vid sjön Bolmen. Den började sin verksamhet 1992 och har tolv frivilliga. Verksamheten bedrivs i nära samarbete med det frivilligbemannade Bolmsö Tannåkers brandvärn, under Räddningstjänsten Ljungby i Ljungby kommun.

## Räddningsfarkoster
- Rescue 6-53, en 6,8 meter lång öppen båt, tillverkad 2015 av Boatsman OY i Finland 2015. Den har en högsta hastighet på 34 knop.
- Rescue 5-24, en 5,2 meter lång öppen båt, tillverkad 2022 av Nordic Rescue Yamaha Center i Kiruna, en modifiering av Buster XL. Den har en högsta hastighet på 34 knop.